# H10 Hotels
H10 Hotels es una cadena hotelera con sede en Barcelona fundada en los años 70. En la actualidad cuenta con 66 hoteles en 23 destinos y 8 países, lo que constituye más de 16.000 habitaciones.
H10 Hotels es una de las 10 primeras compañías hoteleras de España (Fuente: Hosteltur1) y ciertamente uno de los referentes turísticos del sector en cuanto a trayectoria y calidad de sus servicios. Actualmente sigue con su plan de aperturas a nivel nacional y en Europa, donde ya cuenta con establecimientos en sus principales capitales, como Londres, Roma, Venecia, Lisboa y Berlín, y en el Caribe, con espectaculares resorts cinco estrellas en Punta Cana (República Dominicana), Riviera Maya (México) y Coral Spring (Jamaica). Su crecimiento en el mercado internacional ha posicionado a la compañía como una de las cadenas más grandes del mundo (Fuente: Hosteltur2).
Los establecimientos de H10 Hotels son comercializados bajo tres marcas: H10 Hotels, su emblema y marca más reconocida; Ocean By H10 Hotels, su división de resorts cinco estrellas en el Caribe y The One By H10 Hotels, establecimientos de lujo urbano, con altos estándares de calidad, ubicaciones privilegiadas y servicios de alta gama.

## Reconocimientos
Fruto de su experiencia y trayectoria, la cadena hotelera se ha distinguido siempre por la alta satisfacción de sus clientes, muestra de ello son los numerosos reconocimientos que ha recibido año tras año por parte de plataformas de prestigio como Booking.com y Tripadvisor. En 2024, casi el 90% de su planta hotelera ha recibido el Traveler Review Award de Booking, unos premios basados en las puntuaciones y valoraciones de viajeros de todo el mundo. Asimismo, en 2020, 52 de sus establecimientos recibieron el Travellers’ Choice Award de TripAdvisor, basado en las puntuaciones de los usuarios, entre los que destacaron el H10 Casa Mimosa y el H10 Madison, ambos en Barcelona, escogidos entre los 25 mejores hoteles de España (Fuente: La Vanguardia3). En 2021, 43 hoteles recibieron también este reconocimiento y, además, el H10 Casa Mimosa, el H10 Madison y el H10 Casa de la Plata de Sevilla, destacaron obteniendo el galardón ‘Best of the Best’ (Fuente: La Vanguardia4). En 2023, el H10 Madison ha vuelto a alzarse con este reconocimiento, que destaca los mejores hoteles de España y, este mismo hotel junto a otros 46, se han hecho con el premio Travellers’ Choice 2023. 
Por su parte, los dos hoteles The One By H10 Hotels han obtenido, en distintas ediciones, el Premio Condé Nast Traveler, escogido por los lectores de la revista entre la prestigiosa Gold List. En 2019, The One Barcelona fue reconocido como Mejor Hotel Urbano de España (Fuente: VOGUE5) y en 2021, el The One Palácio da Anunciada de Lisboa recibió el galardón a mejor Hotel Urbano Internacional (Fuente: Revista AD6). Este mismo galardón ha reconocido en dos ediciones (2013 y 2009) al Ocean Coral & Turquesa de Riviera Maya como Mejor Resort Internacional y en 2016 al H10 Metropolitan de Barcelona como Mejor Hotel Urbano de España. Además, The One Palácio da Anunciada, quién recientemente se ha incorporado a la exclusiva red internacional de luxury travel designers Serandipians by Traveller Made, se ha alzado dos años consecutivos (2022 y 2023) con el premio Beyond Luxury Awards en la categoría de Best Luxury Hotel of the Year in Portugal.
Por su parte, el H10 Croma Málaga, inaugurado en la ciudad andaluza en julio de 2022, ha recibido la mención de honor a Mejor Hotel Urbano de España en la 1ª edición de los Premios de los Lectores de Viajes National Geographic. (Fuente: Viajes National Geographic7)
A nivel cadena, H10 Hotels ha recibido también destacados reconocimientos a lo largo de su trayectoria. En 2014, la revista Gran Hotel Turismo le otorgó el premio a Mejor Cadena Hotelera en los Premios a la Iniciativa Hotelera. Además, en 2018 Tripadvisor reconoció la compañía como una de las diez cadenas hoteleras “más excelentes del mundo” en la categoría de cadenas medianas (Fuente: Hosteltur8). En 2020, H10 Hotels recibió el premio World Travel Market Leaders nominado por Hosteltur, como reconocimiento a sus esfuerzos para agilizar la recuperación, reconstrucción e innovación del sector turístico durante la pandemia (Fuente: Hosteltur9).
Stay Green, el Plan de Sostenibilidad de H10 Hotels
Reafirmando su compromiso con el medio ambiente y la sociedad, H10 Hotels ha desarrollado Stay Green, su Plan de Sostenibilidad para impulsar y promover un turismo responsable en todos los destinos en los que está presente (Fuente: Hosteltur10). Stay Green representa la filosofía sostenible de H10 Hotels que impregna desde sus orígenes toda su actividad, guiada por la sensibilidad, el compromiso y la responsabilidad de la compañía por cuidar y preservar el entorno y el medio ambiente.
El Plan de Sostenibilidad de H10 Hotels aglutina y potencia todas las acciones y medidas desarrolladas por la cadena en los últimos años, iniciadas en 2010, impulsándolo con nuevas líneas de actuación e incorporando toda su labor de Responsabilidad Social Corporativa. Este plan estratégico se estructura sobre cuatro ejes de acción proyectados para el periodo 2021-2030, los cuales se han definido desde una perspectiva multidisciplinar y transversal, aplicada a todas las áreas y actividades de la compañía. Se trata de la Huella de Carbono Cero, la Gestión Sostenible del Agua, el Consumo Responsable y el Compromiso Social. (Fuente: El Mundo11). En 2022, con el fin de alcanzar los objetivos establecidos para reducir las emisiones de gases de efecto invernadero asociadas a su actividad, la cadena hotelera ha calculado y auditado su huella de carbono de CO2 con AENOR, adquiriendo la certificación por parte de esta prestigiosa entidad.
Stay Green ha sido reconocido por CaixaBank, quién premió el proyecto en el marco de FITUR 2022 otorgándole el galardón 'CaixaBank Hotels&Tourism', realzando la labor de la compañía en materia de sostenibilidad.  
Asimismo, en materia de sostenibilidad, los hoteles vacacionales de la compañía están certificados bajo el sello Biosphere, entidad asociada a la UNESCO y a la Organización Mundial de Turismo Sostenible. Además, todos sus hoteles de Barcelona han obtenido la prestigiosa acreditación ‘Biosphere Committed Entity’, el Compromiso para la Sostenibilidad Turística Barcelona Biosphere que reconoce, principalmente, una gestión responsable y sostenible con el entorno y la sociedad.
Compromiso con los máximos estándares de calidad
H10 Hotels apuesta por la excelencia en la gestión de sus hoteles. Siguiendo las normativas nacionales e internacionales todos los hoteles de la compañía, así como sus oficinas centrales, han recibido la Certificación ISO 9001:2015. La cadena cuenta también con el programa H10 Quality Excellence Management System, un sistema propio de Calidad y Medioambiente que además integra prevención, seguridad y sostenibilidad. Gracias a su implantación, H10 Hotels ha obtenido reconocimientos externos como la Q de Calidad Turística del Instituto de Calidad Turística Española. 

## Historia
La empresa inició su actividad en la Costa Daurada, en Cataluña, en el año 1969 con la participación de su fundador, J. Espelt, como accionista en el hotel Delfín Park, en Salou, un hotel que a día de hoy todavía forma parte del portfolio de la cadena bajo el nombre H10 Delfín. Durante los siguientes años, siguió invirtiendo en diferentes hoteles de la Costa Daurada, en pleno crecimiento turístico de la zona.
En 1984 se inauguró el primer hotel en Canarias, el H10 Conquistador en Playa de las Américas (Tenerife) y durante los años 80 la compañía se expandió a Lanzarote, Fuerteventura, La Palma y Gran Canaria. La cadena fue posicionándose en otros destinos turísticos nacionales como la Costa del Sol y Mallorca. 
En 1999 la cadena inició su actividad en el Caribe, con un resort en Bávaro, República Dominicana, donde más tarde también se expandiría a Riviera Maya y más adelante en Jamaica. Actualmente la compañía cuenta con 7 establecimientos en el Caribe.
En el año 2001, H10 Hotels abrió su primer hotel urbano en Barcelona, donde actualmente cuenta con 15 establecimientos y, desde allí, inició la apertura de hoteles en otras ciudades de España como Madrid, Sevilla y Córdoba, y de Europa, como Roma, Venecia, Londres, Berlín y Lisboa. Más adelante, en enero de 2017, la compañía abrió su primer hotel The One by H10 Hotels, el The One Barcelona, en la Ciudad Condal y, dos años después, el segundo, ubicado en Lisboa, el The One Palácio da Anunciada.
En 2019, H10 Hotels añadió siete establecimientos a su portfolio en Lisboa, Venecia, Sevilla, Córdoba, Tenerife, República Dominicana y Jamaica (Fuente: Alimarket12), a los que se sumaron dos más en 2020, el H10 Imperial Tarraco, en Tarragona (Fuente: Alimarket13) y el H10 Porto Poniente, en Benidorm (Fuente: Preferente14). A finales de 2021, la compañía inauguraba su segundo resort en Jamaica, el Ocean Eden Bay, dirigido al segmento Solo Adultos y ubicado adyacente a su otro establecimiento Ocean Coral Spring (Fuente: Hosteltur15). En 2022, H10 Hotels ha inaugurado el H10 Palazzo Galla, su segundo establecimiento en Roma, ubicado en el centro de la capital italiana (Fuente: Hosteltur16) y el H10 Cromo Málaga, su primer establecimiento en la ciudad, cuyo proyecto de arquitectura ha ido a cargo del célebre Rafael Moneo.
A todas las aperturas se le suma el trabajo de renovación constante de su planta hotelera, con importantes intervenciones en muchos de sus establecimientos, con el principal objetivo de mantener su planta hotelera en un nivel óptimo y proporcionar espacios y experiencias únicas y memorables a sus clientes. Para ello, tanto para los establecimientos de nueva construcción como para las reformas, H10 Hotels colabora con arquitectos e interioristas de renombre para que sus hoteles cuenten con instalaciones excepcionales y vinculadas al destino donde se emplazan, con un diseño que conecta con la ciudad y la ubicación donde se encuentran.

## Ubicación de los hoteles
Islas Canarias
- Fuerteventura
- Gran Canaria
- Lanzarote
- La Palma
- Tenerife

Islas Baleares
- Mallorca

- Barcelona
- Madrid
- Sevilla
- Córdoba

Costa Dorada y Tarragona
- Tarragona
- Cambrils
- Salou

Costa del Sol
- Málaga
- Estepona

Costa Blanca
- Benidorm

Caribe
- Rivera Maya- México
- Punta Cana – República Dominicana
- Jamaica

Europa
- Roma
- Venecia
- Londres
- Berlín
- Lisboa